# Белізький долар
Белі́зький до́лар (англ. Belize Dollar, фр. Dollar de Belize) — грошова одиниця Белізу.
1 белізький долар = 100 центів. Міжнародне позначення — BZD.
Був введений в готівковий обіг 1 червня 1973 року. До цього моменту на території Белізу діяв долар Британського Гондурасу. В обігу перебувають банкноти номіналом 2, 5, 10, 20, 50 і 100 доларів. Також в обігу знаходяться монети номіналами : 1, 5, 10, 25 і 50 центів,та 1 долар Крім цього, в країні як засіб платежу використовуються американські долари. Місцева валюта випускається Центральним банком Белізу.
Банкноти старих зразків, випуску після 1974 року, є платіжним засобом і вилучаються з обігу в міру зношування. Купюри попередніх серій мають аналогічне оформлення, яке відрізняється незначними деталями та дещо відмінними ступенями захисту.
| Серія 2003 року | Серія 2003 року | Серія 2003 року   | Серія 2003 року | Серія 2003 року             | Серія 2003 року               | Серія 2003 року                | Серія 2003 року |
| Зображення      | Зображення      | Номінал (доларів) | Розміри (мм)    | Основні кольори             | Опис                          | Опис                           | Рік друку       |
| Аверс           | Реверс          | Номінал (доларів) | Розміри (мм)    | Основні кольори             | Аверс                         | Реверс                         | Рік друку       |
| --------------- | --------------- | ----------------- | --------------- | --------------------------- | ----------------------------- | ------------------------------ | --------------- |
|                 |                 | 2                 | 70 х 140        | Синій, жовтий, зелений      | Портрет королеви Єлизавети II | Руїни стародавніх міст Майя    | 2003            |
|                 |                 | 5                 | 70 х 140        | Помаранчевий, жовтий        | Портрет королеви Єлизавети II | Мапа і види рифу Сент Джорджес | 2003            |
|                 |                 | 10                | 70 х 140        | Зелений, жовтий             | Портрет королеви Єлизавети II | Міський суд та інші будівлі    | 2003            |
|                 |                 | 20                | 70 х 140        | Коричневий, жовтий, зелений | Портрет королеви Єлизавети II | Тварини Белізу                 | 2003            |
|                 |                 | 50                | 75 х 150        | Фіолетовий, жовтий, зелений | Портрет королеви Єлизавети II | Мости Белізу                   | 2003            |
|                 |                 | 100               | 75 х 150        | Синій, жовтий, зелений      | Портрет королеви Єлизавети II | Птахи Белізу                   | 2003            |

Національні монети Белізу мають різну вагу та діаметр, а також виконані з різного металу. Це може бути алюміній або нікелево-латунний сплав.